# Tankred (imię)
Tankred – imię męskie pochodzenia germańskiego. Wywodzi się od słów tank – myśl oraz rad – rada, zebranie".
Tankred imieniny obchodzi 9 kwietnia.
Znane osoby noszące imię Tankred:
- Tankred – jeden z przywódców I krucjaty, regent Antiochii